# Darragh Murray
Pour les articles homonymes, voir Murray.
Pas d'image ? Cliquez ici

a Compétitions nationales et continentales officielles uniquement.

b Matchs officiels uniquement.
Dernière mise à jour le 9 juillet 2025.
Darragh Murray, né le 4 juillet 2001 à Brideswell (en) (Irlande), est un joueur international irlandais de rugby à XV jouant au poste de deuxième ligne au Connacht.
Son frère ainé, Niall Murray, est également joueur de rugby à XV au Connacht.

## Biographie
Darragh Murray naît à Brideswell (en), dans le comté de Roscommon, en Irlande. Il commence la pratique du rugby à XV au Buccaneers RFC puis rejoint le centre de formation du Connacht. Il est le capitaine de la province en moins de 18 ans. En parallèle, il étudie au Coláiste Chiaráin, à Athlone.
Durant l'été 2021, il est sélectionné en équipe d'Irlande des moins de 20 ans pour le Tournoi des Six Nations mais ne joue aucun match,.
Il signe son premier contrat professionnel et fait ses débuts avec le Connacht au cours de la saison 2022-2023 du United Rugby Championship contre les Ospreys,.
C'est durant la saison suivante, en 2023-2024, qu'il progresse beaucoup et se révèle. À la fin de cette saison, il prolonge son contrat de deux ans avec le Connacht,.
En début de saison 2024-2025, il est d'abord appelé avec l'équipe d'Emerging Ireland (en) pour la tournée en Afrique du Sud. Ensuite, au mois de février 2025, il joue pour la première fois avec l'équipe d'Irlande A (en) contre l'Angleterre A et perd ce match 28 à 12. Un mois plus tard, il est sélectionné pour la première fois de sa carrière en équipe d'Irlande pour préparer la quatrième journée du Tournoi des Six Nations 2025.